# Труа-5
Труа́-5 (фр. Troyes-5) — один из 17 кантонов департамента Об, региона Гранд-Эст, Франция. Административный центр находится в коммуне Труа. INSEE код кантона — 1016. Кантон полностью находится в округе Труа. В кантон Труа-5 входит часть коммуны Труа.

## История
Кантон Труа-5 был создан в 1973 году. До реформы 2015 года в кантон входила часть коммуны Труа. По закону от 17 мая 2013 и декрету от 14 февраля 2014 года количество кантонов в департаменте Об уменьшилось с 34 до 17. Новое территориальное деление департаментов на кантоны вступило в силу во время выборов 2015 года. 22 марта 2015 года часть коммуны Труа, входящая в кантон, была переопределена.

## Население
В таблице приведена динамика численности населения по 2012 год. В 2015 году территория кантона была изменена, а население соответственно возросло до 18 102 человек (население во время переписи 2012 года на территории, определённой в 2015 году).
| 1990   | 1999   | 2006   | 2011 | 2012 |
| ------ | ------ | ------ | ---- | ---- |
| 14 925 | 15 515 | 10 681 | 9602 | 9625 |

## Политика
Согласно закону от 17 мая 2013 года избиратели каждого кантона в ходе выборов выбирают двух членов генерального совета департамента разного пола. Они избираются на 6 лет большинством голосов по результату одного или двух туров выборов.
В первом туре кантональных выборов 22 марта 2015 года в Труа-5 баллотировались 4 пары кандидатов (явка составила 44,97 %). Во втором туре 29 марта, Сибий Бертей и Жак Риго были избраны с поддержкой 69,66 % на 2015—2021 годы. Явка на выборы составила 44,11 %.
| Мандат | Мандат | Кандидаты                        |                | Партия                              | Первый тур | Первый тур     | Второй тур | Второй тур |
| Мандат | Мандат | Кандидаты                        | Кол-во голосов | Партия                              | % голосов  | Кол-во голосов | % голосов  |            |
| ------ | ------ | -------------------------------- | -------------- | ----------------------------------- | ---------- | -------------- | ---------- | ---------- |
| 2015   | 2021   | Сибий Бертей и Жак Риго          |                | Союз за народное движение           | 1816       | 46,68          | 2555       | 69,66      |
| 2015   | 2021   | Моник ле Мулек и Жан-Пьер Ледук  |                | Национальный фронт                  | 1072       | 27,56          | 1113       | 30,34      |
| 2015   | 2021   | Стефани Шазелон и Доминик Шмельц |                | Социалистическая партия             | 510        | 13,11          | -          | -          |
| 2015   | 2021   | Арно Пако и Анн Зажак            |                | Французская коммунистическая партия | 492        | 12,65          | -          | -          |